# Los girasoles
Los girasoles és un curtmetratge d'animació espanyol de 1999 dirigit pels germans Manuel Lagares i José Lagares, amb un pressupost de 30 milions de pessetes.

## Argument
En una comunitat animada de gira-sols, la parella formada per Ka i Su declaren el seu amor i intenten donar el gran salt per tal d'aconseguir la seva llibertat.

## Premis
El 1999 va obtenir el Goya al millor curtmetratge d'animació i el premi al millor curtmetratge al Festival Internacional de Cinema de Cartagena de Indias.